# 龚士其
龚士其（1914年—？），男，汉族，江苏六合人，中国政治经济学家，曾任中共中央党校教授、博士生导师。